# Mikuláš Minář
Mikuláš Minář (* 6. března 1993 Vodňany) je český aktivista, od ledna 2018 do září 2020 byl předsedou spolku Milion Chvilek, který vede kampaň Milion chvilek pro demokracii, od října 2020 předsedá spolku PRO ČR a od prosince 2020 spoluzakládal politické hnutí Lidé PRO. V březnu 2021 však oznámil, že projekt Lidé PRO končí.
Britský deník The Times zařadil Mikuláše Mináře mezi 20 vycházejících hvězd roku 2020, které stojí za to sledovat.

## Život a působení
Pochází z jihočeských Vodňan. Býval skautským vedoucím a lektorem prevence proti šikaně na školách. Studoval dvouobor filosofie-bohemistika na Filozofické fakultě Univerzity Karlovy v Praze a obor evangelická teologie na Evangelické teologické fakultě téže univerzity. Studium v roce 2017 sám přerušil, aby se mohl plně věnovat svým občanským aktivitám a nakonec studia na Filozofické fakultě a na Evangelické teologické fakultě zanechal. V roce 2021 začal studovat obor studium humanitní vzdělanosti na Fakultě humanitních studií Univerzity Karlovy v Praze.
Po parlamentních volbách na podzim 2017, které vyhrálo hnutí ANO Andreje Babiše, se začal občansky angažovat v reakci na předvolební Smlouvu Andreje Babiše s občany ČR, v níž se Andrej Babiš mimo jiné zavázal rozvíjet a podporovat demokracii. Minář to považoval za drzost, protože Babiš čelil trestnímu stíhání a jako politik vlastnil média. Mináře prý napadlo, že když Babiš občanům něco slíbil, budou ho (občané) brát za slovo. Inicioval proto petici, v níž žádal, aby Babiš své sliby splnil. Petice označená jako Chvilka pro Andreje byla zveřejněna 17. listopadu 2017 (v Den boje za svobodu a demokracii) a tentýž den ráno Minářem a jeho spolupracovníky na Národní třídě předána Andrejovi Babišovi.
Petici během prvního měsíce od zveřejnění podepsalo přes 5000 občanů ČR, během ledna 2018 překonal počet signatářů hranici 20 000. Andrej Babiš na výzvu reagoval pozváním iniciátorů petice k osobnímu setkání v sídle hnutí ANO. Autoři petice v čele s Minářem Andreji Babišovi odpověděli otevřeným dopisem, ve kterém soukromé setkání odmítli a vyzvali jej, aby podobné setkání proběhlo na neutrálním místě a nejlépe veřejně či aby bylo nahrané a zveřejněné.
Autoři petice následně ke 31. lednu 2018 založili zapsaný spolek s názvem Milion Chvilek, jehož se stal Minář předsedou. Po založení spolku přerušil studium a začal se naplno věnovat organizování demonstrací proti premiérovi ve střetu zájmů. Stal se hlavním organizátorem demonstrací proti jmenování Marie Benešové ministryní spravedlnosti a následně za její odstoupení i za rezignaci premiéra Andreje Babiše, které se konaly v Praze, dalších městech České republiky i v zahraničí v dubnu, květnu, červnu a listopadu 2019.
Dne 27. září 2020 oznámil, že rezignuje na funkci předsedy spolku Milion Chvilek a zvažuje vstup do politiky. Předsednictví spolku převzal Benjamin Roll. Konkrétně chtěl založit nové hnutí, spolupracoval například s poslancem Janem Čižinským. Stal se předsedou spolku s názvem PRO ČR a začal připravovat politické hnutí Lidé PRO. To si předsevzalo získat 500 000 podpisů, aby mohlo kandidovat ve volbách do Poslanecké sněmovny PČR v říjnu 2021. Sběr podpisů však probíhal pomalu, proto dne 24. března 2021 oznámil Minář, že projekt Lidé PRO končí, nebude se účastnit říjnových voleb a podpoří opoziční demokratické strany. Dále oznámil, že chce veřejné aktivity ukončit úplně. Spolek PRO ČR vybral od dárců a utratil necelých 6 milionů.
Mikuláš Minář je členem evangelikální Církve bratrské. Od roku 2017 je ženatý.

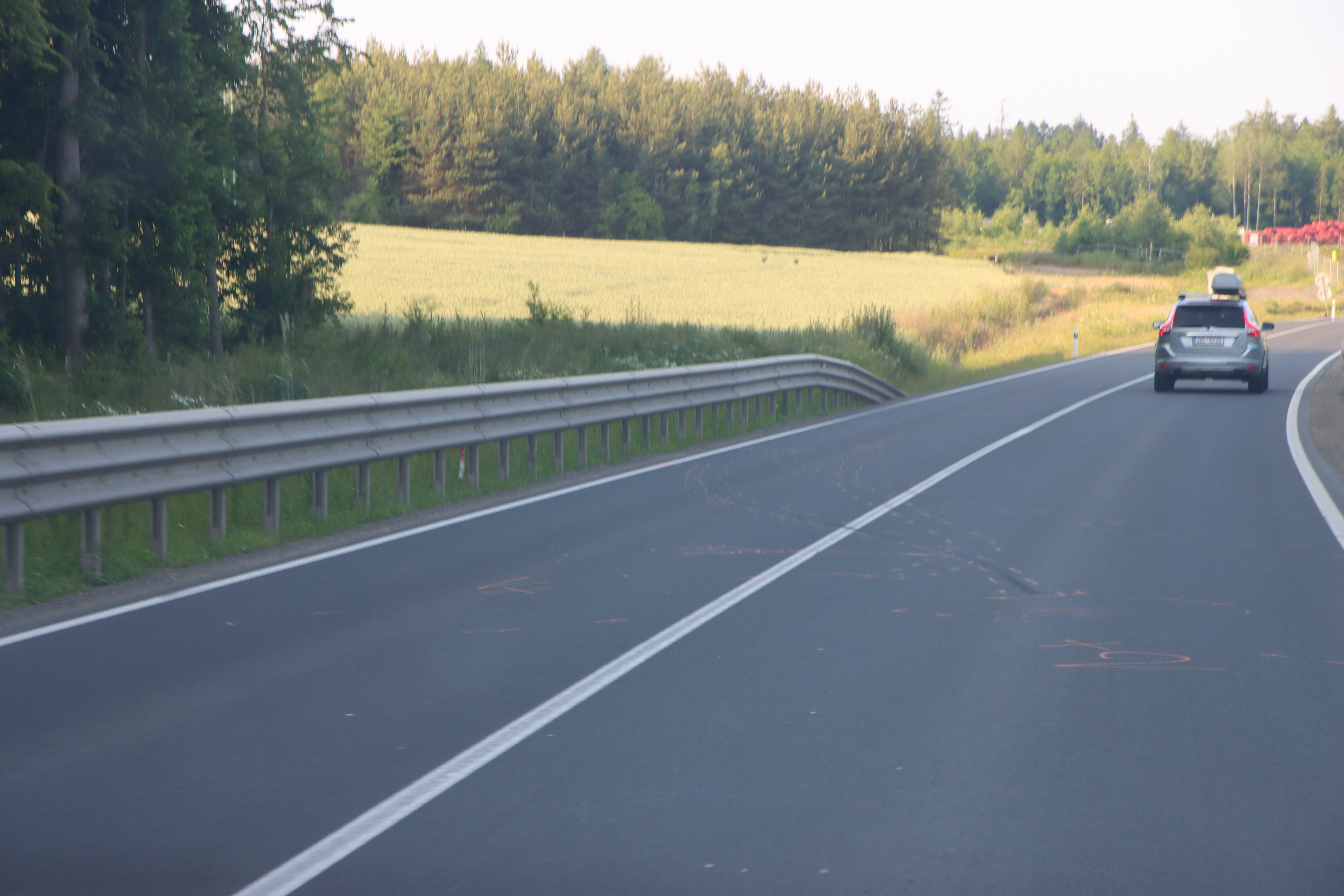
Místo dopravní nehody

Od roku 2023 působí jako kouč, v červnu téhož roku prodělal závažnou dopravní nehodu u Milína.

## Fotogalerie

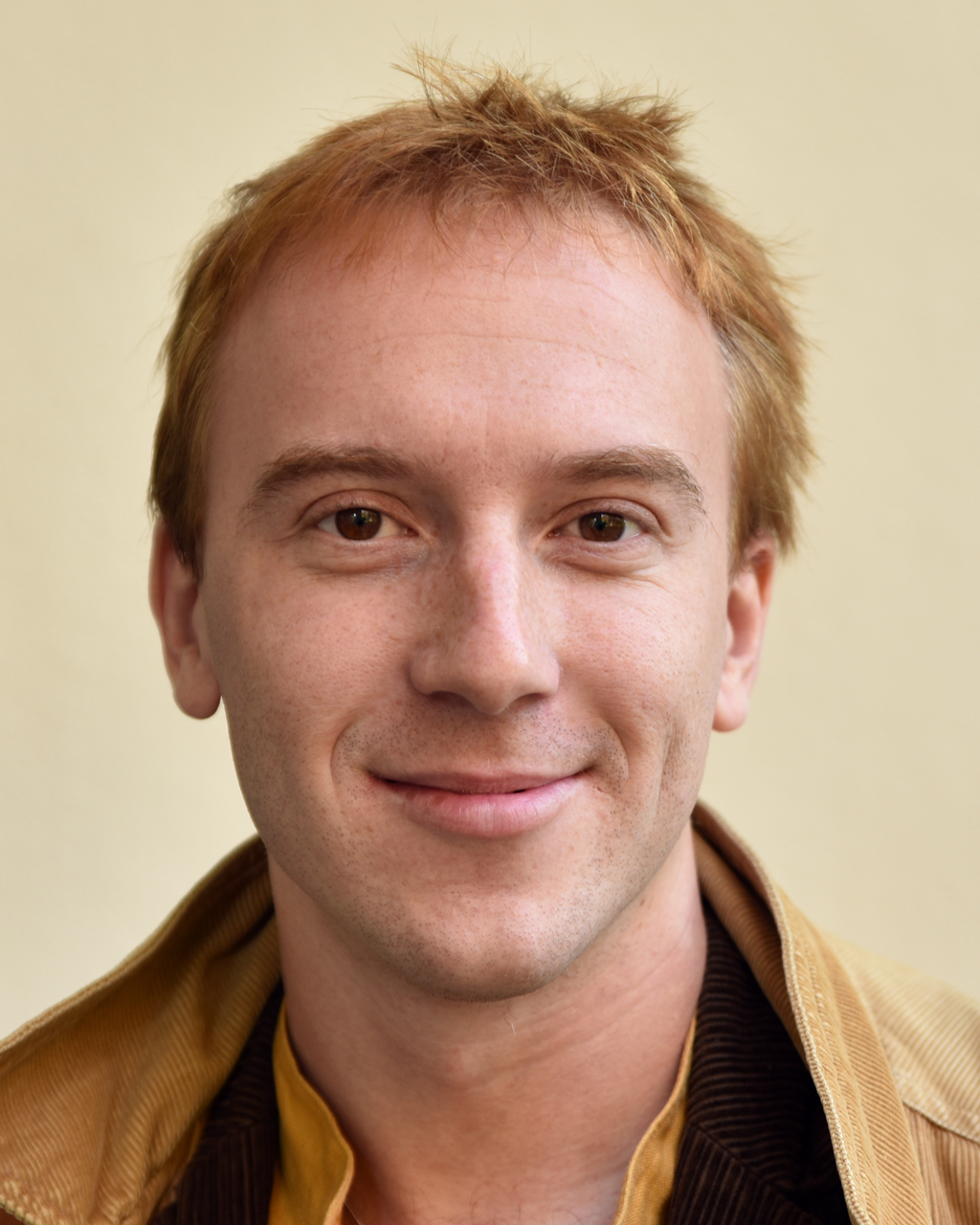
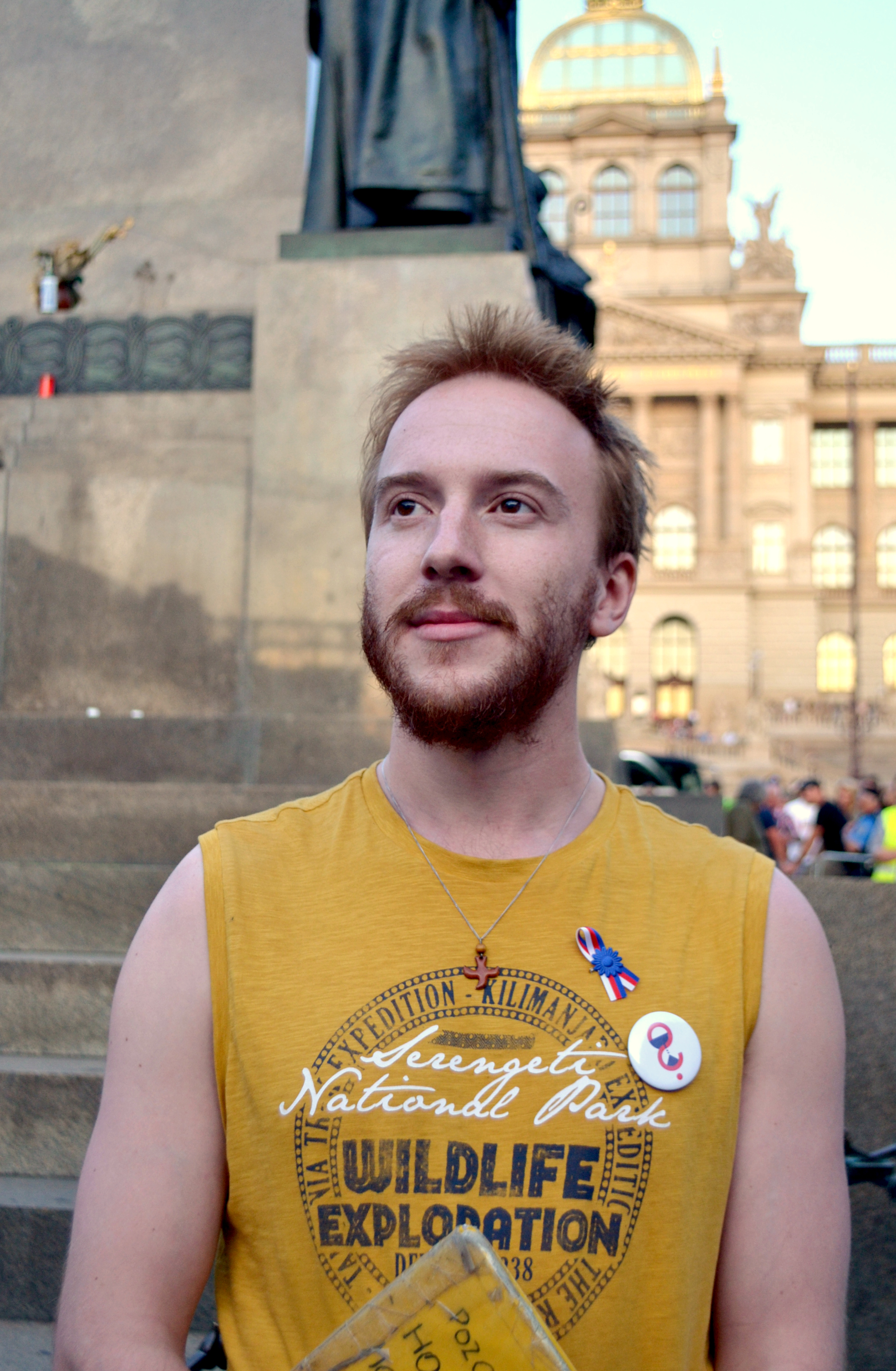
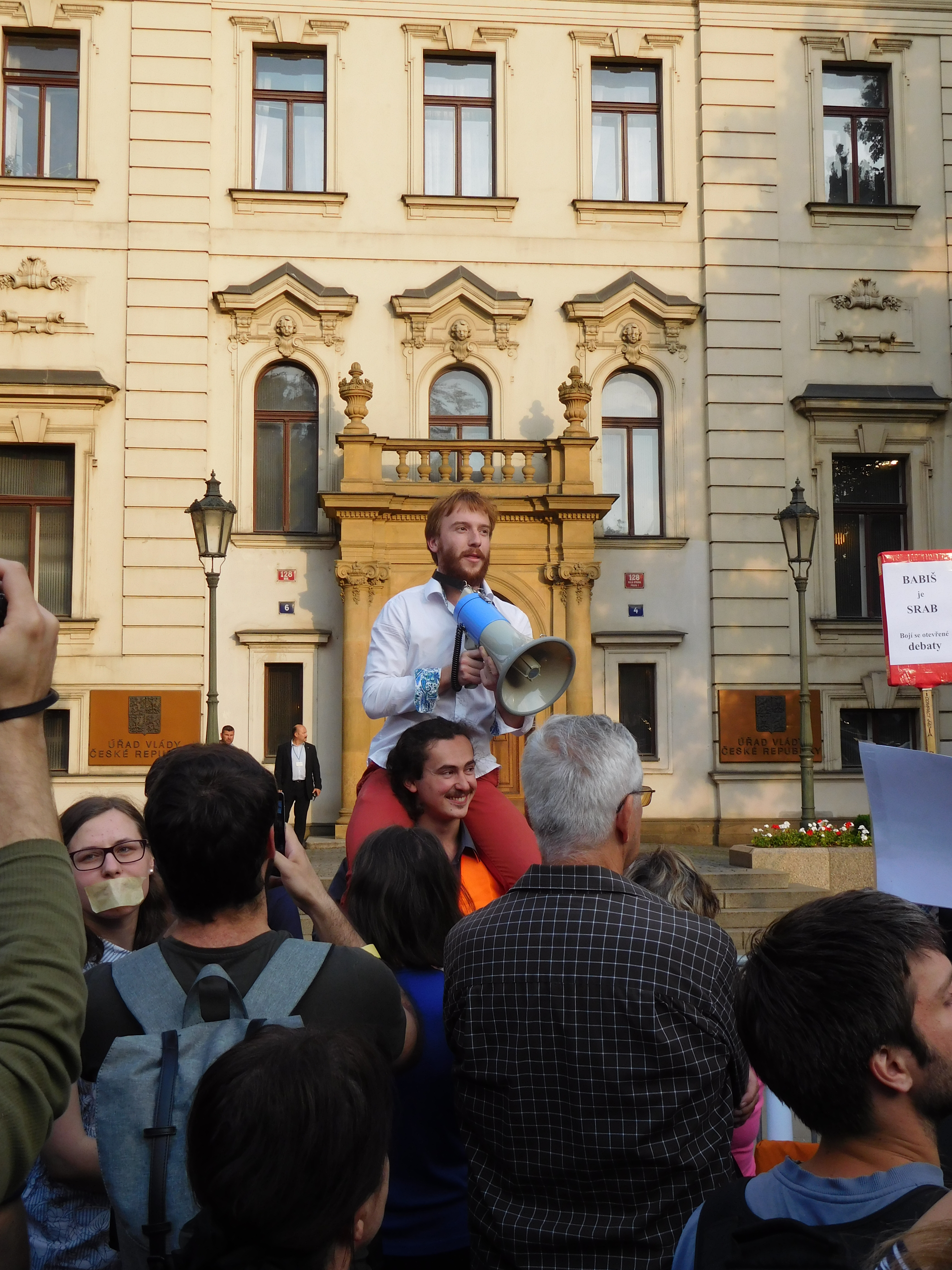
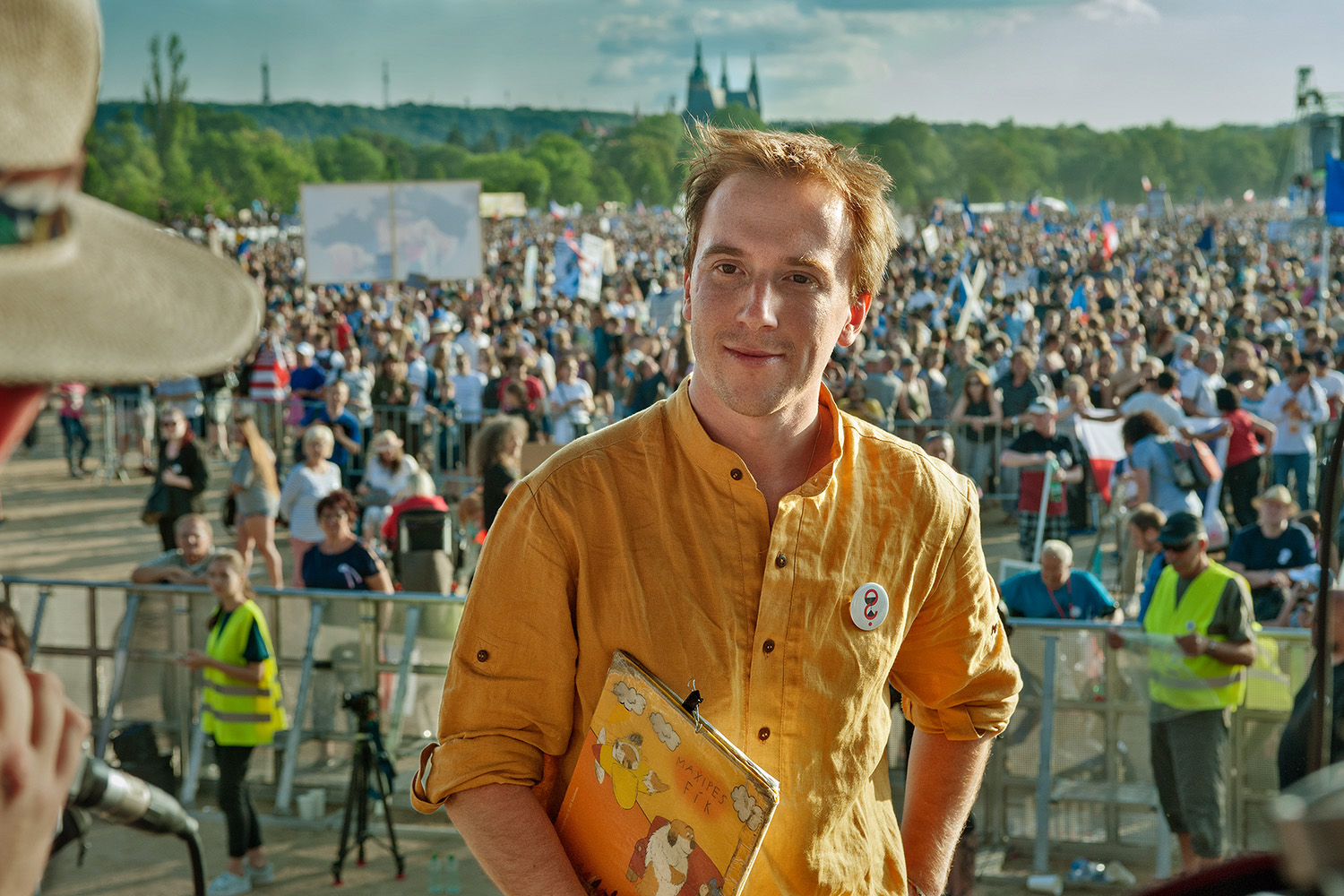
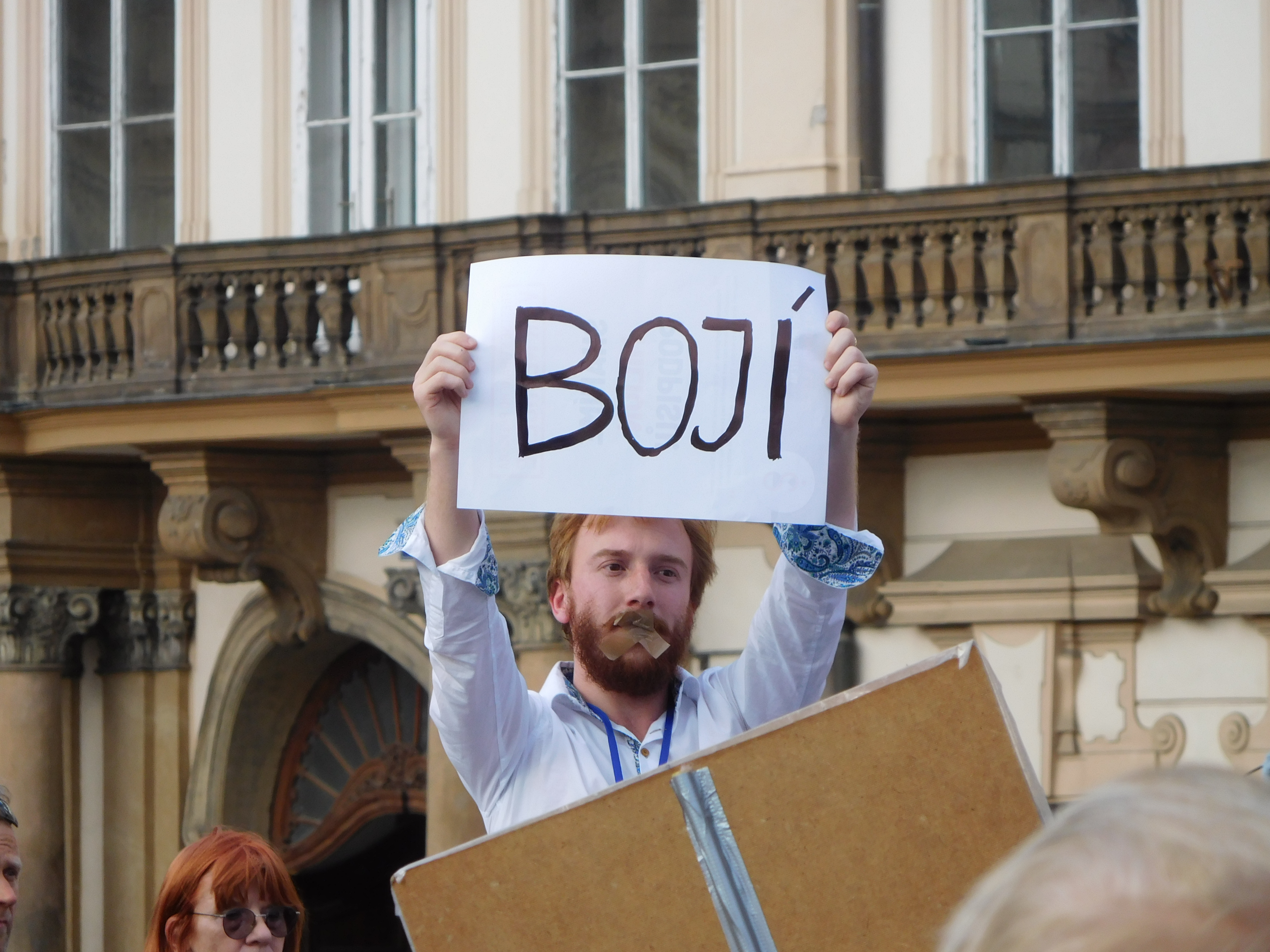